# مکس ویلمز
مَکس ویلمز (آلمانی: Max Wilms; ‎/vɪlmz/‎؛ ۵ نوامبر ۱۸۶۷ – ۱۴ مهٔ ۱۹۱۸) جراح، پاتولوژیست و نفرولوژیست اهل آلمان بود.
او رشتهٔ پزشکی را در دانشگاه بن و دورهٔ تخصص جراحی را در لایپزیگ گذراند و در سال ۱۹۱۰ میلادی، رئیسِ دپارتمان جراحی دانشگاه هایدلبرگ شد.
مکس ویلمز فعالیت‌های گسترده‌ای در زمینهٔ نفرولوژی و تومورهای مربوط به کلیه انجام داده‌است و امروزه نامش را به‌واسطهٔ تومور ویلمز در یادها مانده‌است.
علاوه بر آن، در زمینهٔ جراحی نیز مکس ویلمز نوآوری‌هایی داشته‌است. ابداع برداشتن بخشی از دنده‌ها به منظور درمان سل و همچنین روش پروستات‌برداری از طریق شکاف جانبی در میان‌دوراه از کارهای اوست. وی مخترع نوعی فشارسنج جهت اندازه‌گیری فشار مایع مغزی-نخاعی هم هست و پژوهش‌های گسترده‌ای نیز در زمینهٔ رادیولوژی و انجام پرتودرمانی در درمان تومورها و سل انجام داده‌است.
مکس ویلمز در ماه مه ۱۹۱۸ میلادی، یک جراحی اورژانس بر روی یک اسیر جنگی فرانسوی که دچار تورم حنجره و مشکوک به داشتنِ دیفتری بود، انجام داد. او با آنکه موفق شد جان این سرباز فرانسوی را نجات بدهد، اما خودش دچار عفونت دیفتری شد و چند روز بعد از این جراحی، در سن ۵۰ سالگی درگذشت.